# Pegomya sharmai
Pegomya sharmai este o specie de muște din genul Pegomya, familia Anthomyiidae, descrisă de Masayoshi Suwa în anul 1984.
Este endemică în Nepal. Conform Catalogue of Life specia Pegomya sharmai nu are subspecii cunoscute.